# マカー用。エレメンツ
マカー用。エレメンツ（マカーようエレメンツ）はMacintoshで動作する2ちゃんねるブラウザである。通称『マカー用。』。

## 概要
Microsoft Windows用2ちゃんねるブラウザのかちゅ～しゃを手本にして作られた。